# 名づけられた葉
名づけられた葉（なづけられたは）は、新川和江による詩である。詩の種類は口語自由詩の叙事詩である。
曲がつけられ、合唱曲として知られている。
詩では、一律に「ポプラの葉」としか呼ばれない「ポプラの木に生える葉」と、一人ひとりに固有の名前で呼ばれる人間（「わたし」）を対比させて、それゆえ人間は、自分自身に固有の生き方、また人生の終わり方を考えねばならないことをうたっている。
詩の出典は『現代詩文庫64　新川和江詩集』（思潮社、1975年）。

## 合唱曲
1986年に飯沼信義が曲をつけ、教育芸術社から出版されたものがメジャーである。混声三部合唱もしくは混声四部合唱である。なお、第1連の一部が作曲に際してカットされている。
同じ詩による加賀清孝、安彦善博の合唱曲もある。こちらは前者よりも格段に伴奏が難しいものになっておりスケールも大きくなっている。